# Lázeňské divadlo (Luhačovice)
Lázeňské divadlo je neoklasicistní divadelní budova z počátku 20. století v Luhačovicích.

## Historie
V roce 1902 vznikla Akciová společnost Lázně Luhačovice, která odkoupila od tehdejšího vlastníka Otto Serényiho minerální prameny a několik lázeňských domů v Luhačovicích a pod vedením svého zakladatele Františka Veselého se pokusila nejen pozdvihnout úroveň lázní samotných, ale udělat z města také kulturní a společenské centrum. Od roku 1905 se v Luhačovicích konala divadelní představení, a to v čítárně upravené z bývalého panského kravína. Až do roku 1908 zajišťoval představení divadelní spolek Václava Choděry.
Již v roce 1906 ale na základě úspěchu stávajících divadelních představení vznikla idea vybudovat v Luhačovicích samostatné divadlo. Nositelem této myšlenky byl především MUDr. Zikmund Janke, lékař a nadšený divadelní ochotník. Ten inicioval vznik Družstva ku vystavění a udržování divadla v Luhačovicích, jehož členové prostřednictvím vstupních vkladů shromáždili dostatečný obnos na zahájení výstavby budovy. Ještě v témže roce byla vyhlášena architektonická soutěž, které se zúčastnili: 
- Dušan Jurkovič, který navrhl dřevěnou budovu inspirovanou lidovou architekturou,
- František Roith, jenž navrhl monumentální secesní objekt,
- a František Skopalík, který přišel s poměrně střídmým neoklasicistním návrhem doplněným secesními prvky.

Oproti očekávání Jurkovič v soutěži neuspěl, vítězným návrhem byl prohlášen Skopalíkův.
Stavební práce byly zahájeny v roce 1907 a pokračovaly až do června 1908, stavbu realizoval stavitel Josef Schaniak z Uherského Hradiště. Již od počátku byla realizace stavby provázena nedostatkem finančních prostředků. Úsporná opatření významně ovlivnila technickou kvalitu budovy. Zatímco interiér pro 250 diváků nabízel komfort podobný velkým divadlům, včetně červeného sametu a girlandové drapérie, budově zcela chybělo hygienické zařízení a střecha byla kryta pouze lepenkou, takže dovnitř zatékalo.
Slavnostní zahajovací představení se uskutečnila ve dnech 27., 28. a 29. června 1908. V úvodní večer byly v podání lázeňského orchestru provedeny skladby Antonína Dvořáka, Bedřicha Smetany, Josefa Suka či Oskara Nedbala, zpěv a recitaci zajišťovaly manželky lázeňských lékařů. Druhý slavnostní večer byla hrána Vrchlického Noc na Karlštejně.

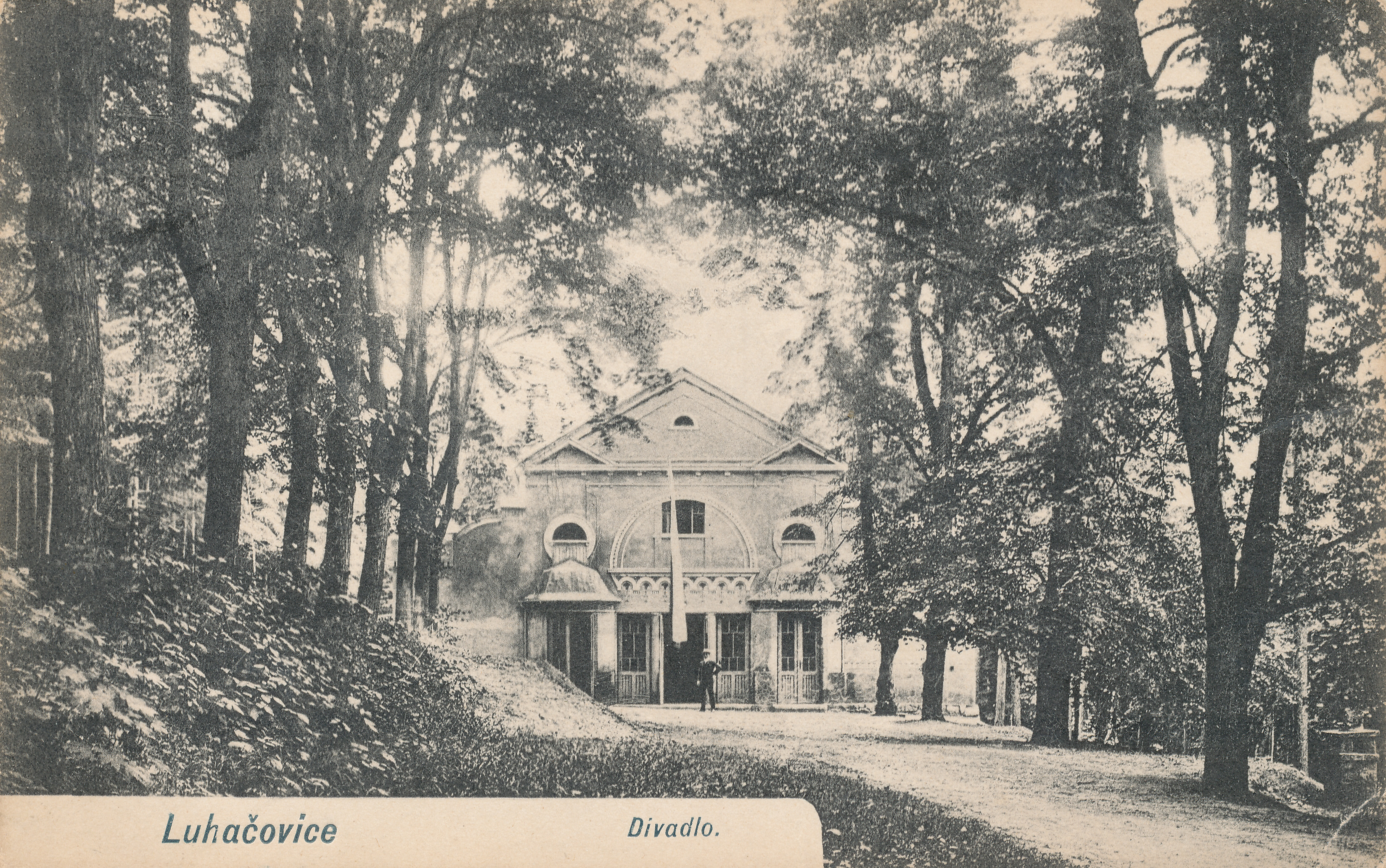
Lázeňské divadlo v roce 1909, s původním vstupem

Objekt byl kvůli své nízké technické kvalitě již od zahájení provozu opakovaně rekonstruován. Už v roce 1910 byly v přístavku doplněny toalety, v roce 1915 pak lepenkovou střechu nahradil eternit. V roce 1925 bylo do budovy doplněno centrální parní vytápění a v letech 1928–29 byl přistavěn sklad na kulisy. Rozsáhlejší opravou budova prošla v roce 1937. Významný stavební zásah proběhl v roce 1956, kdy byla doplněna zcela nová vstupní část divadla, kam byla umístěna pokladna, šatna a bufet. Částečně tak nicméně bylo zakryto hlavní průčelí s obloučkovým vlysem a secesními ornamenty. Generální rekonstrukce pak následovala v letech 1963–64. V 70. letech 20. století nebylo divadlo využíváno a znovu se v něm začalo hrát až po další generální rekonstrukci v roce 1979.
Od roku 2005 je budova kulturní památkou.

## Aktivity
V divadle hostovalo v průběhu času množství divadelních souborů. Hned v roce 1909 zde hostovalo pražské Švandovo divadlo, jehož herci byli ubytování v nedaleké vile Valaška. Mezi další hostující soubory patří divadelní společnost Aloise Janovského z Prostějova, Národní divadlo Brno, Jeřábkův činoherní soubor Východočeského divadla v Pardubicích, Hodrova divadelní společnost, Česká filharmonie, kabaret Červená sedma a také někteří členové pražského Národního divadla. Zapojovali se též místní ochotníci. Na programu byly kromě činoher i opery, operety, kabaretní představení a koncerty. Od roku 1912 v divadle probíhaly také kinematografické produkce. Již od roku 1908 se v divadle konaly porady Československé jednoty.
Lázeňské divadlo je v současné době (2025) stále funkční. Mezi pravidelné akce, které instituce organizuje, patří například Festival Janáček a Luhačovice, Akademie Václava Hudečka, Divadelní Luhačovice, festival Písní a tancem nebo Dny slovenské kultury v Luhačovicích.

## Architektura
Dvoupodlažní dům je usazen v mírném svahu. Budova má kamennou podezdívku a je omítnuta vápennou omítkou. Střecha hlavní části budovy je sedlová, plechová, s vikýři. Vstup dobudovaný v 50. letech 20. století je pětiosý, s pultovou střechou, a nese na atice nápis LÁZEŇSKÉ DIVADLO. Nad vstupem jsou na hlavní fasádě viditelná dvě malá půlkruhová okna a velké centrální, rovněž půlkruhové. Nad konzolovou římsou je trojúhelníkový štít. Motiv plasticky i barevně odlišených šambrán a lizén se opakuje kromě hlavního průčelí i na bočních fasádách budovy. Boční fasády jsou v přední části zvýrazněny mohutnými rizality, ve střední části jsou kromě funkčních oken a vstupních dveří doplněny také dekorativními slepými okny. Provazištní věž téměř nevystupuje nad úroveň budovy, její hmota je na bocích doplněna přístavky se sedlovými stříškami. U zadního traktu budovy je napojena novodobá přístavba. V interiéru se zachovala původní secesní štuková výzdoba.